# Karl Sjöstrand
Karl Sjöstrand (ur. 7 maja 1920, zm. 6 sierpnia 2008) – piłkarz szwedzki grający na pozycji obrońcy. W swojej karierze rozegrał 1 mecz w reprezentacji Szwecji.

## Kariera klubowa
W swojej karierze piłkarskiej Sjöstrand grał w klubie Jönköpings Södra IF. W sezonie 1949/1950 wywalczył z nim wicemistrzostwo Szwecji.

## Kariera reprezentacyjna
W reprezentacji Szwecji Sjöstrand zadebiutował 29 czerwca 1951 roku w przegranym 3:4 towarzyskim meczu z Islandią, rozegranym w Reykjavíku. Był to jego jedyny mecz w kadrze narodowej.